# کوتیشا
کوتیشا (به لاتین: Kutisha) یک منطقهٔ مسکونی در روسیه است که در شهرستان لواشینسکی واقع شده‌است.